# Mečík střechovitý

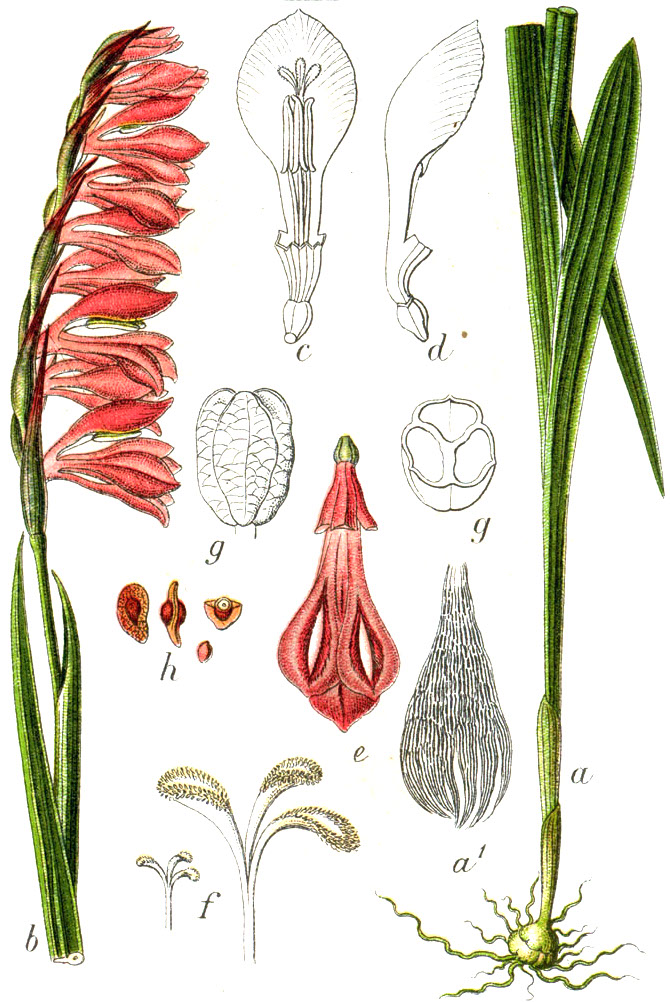
Nákres mečíku střechovitého

Mečík střechovitý (Gladiolus imbricatus L.), nazývaný také jako mečík střecholistý, je vzácná, vlhkomilná, okrasná rostlina, jeden ze dvou původních druhů rodu mečík které se v přírodě České republiky vyskytují.

## Rozšíření
Areál výskytu mečíku střechovitého začíná na západě v alpský oblastech Francie a probíhá přes střední a východní Evropu, Pobaltí a sever Balkánu až k Uralu a Kavkazu, zasahuje také na sever Íránu.
V České republice roste nejvíce na Moravě v Bílých Karpatech, Beskydách, Jeseníkách, Oderských vrších a na Drahanské vrchovině. V Čechách se vyskytuje nejčastěji ve východním Polabí a v oblasti Rožďalovické tabule.

## Ekologie
Obvykle roste na vlhkých loukách, u pramenišť a lesních bažin, po okrajích křovin nebo ve světlých vlhkých lesích a jejich pasekách a to ve výškovém pásmu od nížin do podhůří. Vyžaduje neutrální až zásaditou půdu.

## Popis
Vytrvalá bylina s lodyhou vysokou 40 až 80 cm která nese květenství s fialově růžové květy. Roste z vejčité, cibuli podobné hlízy o průměru do 2 cm, která vyrostla na vrcholu loňské mateřské hlízy. Obě hlízy jsou spolu obaleny zbytky po pochvách loňských listů; tyto pozůstatky jsou tvořeny souběžnými, tenkými vlákny která jsou nahoře spojená a dole se od sebe odtrhují. Morfologicky se tato hlíza považuje za silně ztloustlé a miskovitě rozšířené nejspodnější internodium lodyhy. Během kvetení stará mateřská hlíza odumírá a výživné látky se již hromadí do nejspodnějšího článku kvetoucí lodyhy který se přetvoří v novou dceřinou hlízu. Kořeny vyrůstají pouze na spodu a hlíza tak bývá mylně považována za cibuli.
Z jedné hlízy obvykle roste pouze jedna přímá lysá lodyha na které jsou dva až čtyři mečovité listy které se směrem k vrcholu zmenšují. Nejspodnější bývá 20 až 50 cm dlouhý a 1,2 až 2 cm široký a na konci je tupý, výše postavené jsou špičaté. Na bázi lodyhy vyrůstají krátké hnědé listy pochvy.
Květenství je hustý jednostranný hrozen se sedmi až deseti přisedlými nebo krátce stopkatými květy. Pod květem jsou dva nestejně velké, podlouhle kopinaté, zašpičatělé a často fialově naběhlé listeny. Oboupohlavné souměrné květy mají trojdílný semeník z kterého ve dvou kruzích vyrůstá šest obloukovitě ohnutých, růžově červených až růžově fialových okvětních lístků. Ty se ke spodu zužují a dole srůstají do silně zakřivené okvětní trubky asi 8 mm dlouhé. Spodní lístky mají podélnou světle nachovou kresbu, horní okrouhle vejčitou čepel zakončenou tupým hrotem. V květu jsou tři tyčinky spodem přirostlé k okvětní trubce a uprostřed je dlouhá čnělka rozeklaná ve tři blizny. Kvete asi po 14 dnů v červnu a červenci. Opylování zajišťuje hmyz, hlavně čmeláci, lákaní nektarem ve spodní části okvětní trubky. Pyl v prašnících dozrává dřív než dospějí blizny. Druh je tetraploidní s počtem chromozómů 2n = 60.
Plody jsou obvejčité, tupě trojhranné a nahoře vmáčklé trojpouzdré tobolky obsahující tmavě hnědá semena, dozrávající koncem srpna nebo počátkem září. Plochá semena mají široký suchomázdřitý lem, jedno váží asi 1,8 mg a rostlina jich může vyprodukovat 200 až 400.

## Rozmnožování

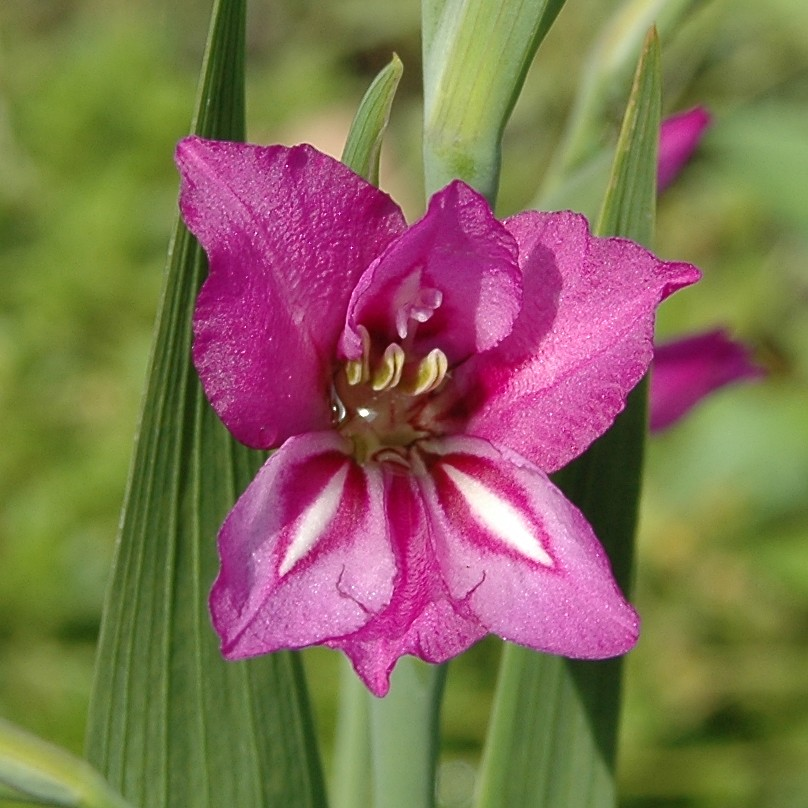
Květ mečíku střechovitého

Mečík střechovitý se může rozmnožovat vegetativně nebo generativně. Formou vegetativního rozmnožování je klonální růst; toto rozmnožování vede k produkci samostatných dceřiných rostlin. Jedna mateřská hlíza je nahrazena jednou dceřinou a zajišťuje pouze přežití populace. Generativně se rostliny rozmnožují semeny, ta jsou dormantní a klíčí až na jaře po přestání zimy. Vyrůstají tak nové semenáče které jsou schopné nahrazovat uhynulé starší jedince, zvyšovat genetickou variabilitu populace i rozšiřovat druh na nová stanoviště.

## Možnost záměny
Podobnou rostlinou, se kterou si lze tento druh zaměnit, je mečík bahenní. Ten ale má řídký, obvykle mnohostranný hrozen tvořený menším počtem (2 až 5) sytěji zbarvených květů a má užší a zašpičatělý spodní list a jeho tobolky mají zaoblený vrchol. Poznávacím znakem je také síťkovitý vrchol obalu spojující loňskou a letošní hlízu.

## Ohrožení
Mečík střechovitý je ohrožený druh který z řady lokalit vymizel a na zbylých se jeho stavy snižují. Je to způsobeno hlavně vysoušením vlhkých míst a jejich přeměnou na ornou půdu. V ČR je „vyhláškou MŽP ČR č. 395/1992 Sb.“ i „Červeným seznamem cévnatých rostlin květeny ČR“ zařazen mezi druhy silně ohrožené (§2, C2b).